# Jeremain Lens
Jeremain Lens, född 24 november 1987 i Amsterdam, är en nederländsk fotbollsspelare som spelar för Beşiktaş och för det nederländska landslaget. Lens har spelat för Surinams landslag då han har surinamska rötter i sin familj.
I augusti 2017 lånades Lens ut till turkiska Beşiktaş över säsongen 2017/2018.